# (501) Urhixidur

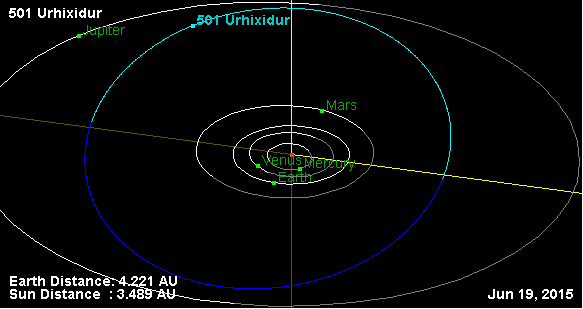
Orbite de l’astéroïde

(501) Urhixidur est un astéroïde de la ceinture principale.

## Description
(501) Urhixidur est un astéroïde de la ceinture principale découvert par Max Wolf le 18 janvier 1903 à l’Observatoire du Königstuhl de Heidelberg, en Allemagne.
Il est classé au 372e rang de taille par IRAS, et porte le nom d’un personnage d'Auch Einer (de), un roman satirique de Friedrich Theodor Vischer paru en 1879 (roman qui était un best seller en Allemagne à l’époque).
Dans l'histoire, Urhixidur est gouvernante, infirmière et compagne du prêtre Angus. Ce dernier, progressiste, s'oppose à ses vues conservatrices, mais finit par céder par amour. 